# Síklaki István
| Síklaki István                            | Síklaki István                            |
| Kattints az alábbi külső linkek egyikére! | Kattints az alábbi külső linkek egyikére! |
| ----------------------------------------- | ----------------------------------------- |
| Nem található szabad kép.(?)              |                                           |
| külső link · jogvédett                    | Síklaki István könyvei. TYPOTeX eKIADÓ    |

Síklaki István (Budapest, 1950. szeptember 10. –) magyar szociálpszichológus, az Eötvös Loránd Tudományegyetem Társadalomtudományi Kar Szociálpszichológia Tanszékének tanszékvezető docense.

## Életrajza
1978-ban egyetemi diplomát szerzett a klinikai pszichológia szakon (ELTE Bölcsészettudományi Kar) a személyiség és a konstruktív történetemlékezetéből. 1982-ben egyetemi doktor. 10 év múlva a pszichológiai tudomány kandidátusa lett ("A koherencia teremtése").
Az 1970-es években Tömegkommunikációs Kutatóintézet: külső munkatárs. Kutatási terület: médiával kapcsolatos pszicholingvisztikai kérdések, különös tekintettel a narratív, elbeszélő szövegekre. Itt jelent meg 1980-ban az "Elbeszélő szövegekkel kapcsolatos kutatások" című monográfiája. 1985 óta tanít az Eötvös Loránd Tudományegyetemen, ahol a Társadalomtudományi Kar megalakulása, 2003 óta tanszékvezető egyetemi docens. Tárgyai: szociálpszichológia, pszicholingvisztika, kvalitatív kutatási módszerek, elsősorban fókusz csoport. 2006-ban a Kossuth kiadónál könyvet publikált ebben a témában. 1986 és 2000 között a Magyar Tudományos Akadémia Pszichológiai Intézet: főmunkatárs. Kutatási terület: kognitív szociálpszichológia és a szociolingvisztika. 1980 és 1986 között felelős szerkesztő (pszichológia) a Gondolat Kiadónál. 1991-től kvalitatív paic- és közvélemény-kutatás területén az akadémiai tevékenysége mellett a gyakorlatban is dolgozik, először a Sawyer-Miller Group budapesti irodájának vezető kutatójaként, 1997-2005 között a Medián Közvélemény- és Piackutató Intézet kvalitatív kutatások szakmai irányítójaként. 2005-ben Borbély Viktorral megalapította a Meroving Internetkutató Kft.-t, amelynek fő profilja a kvalitatív online kutatások módszereinek kifejlesztése és gyakorlati alkalmazása.
Éveken keresztül tanított a Miskolci Egyetem Bölcsészettudományi Karán, valamint a pécsi Janus Pannonius Tudományegyetemen, valamint jelenleg is tanít a Budapesti Corvinus Egyetem Közigazgatástudományi karán, ahol szintén tanszékvezető. 2010-ben a Budapesti Corvinus Egyetem Közigazgatási Karán a Kommunikációtanszék vezetéséről lemondva átkerült a BCE Társadalomtudományi Karának Magatartástudományi és Kommunikációelméleti Intézetébe, ahol részt vesz a Társadalmi Kommunikáció Doktori Iskola akkreditációs folyamatában.

## Tagsága nemzetközi szervezetekben
- Magyar Pszichológiai Társaság
- European Association of Experimental Social Psychology (1988) – mai nevén European Association of Social Psychology
- Association of Empirical Aesthetics
- International Association of Language and Social Psychology (1998-tól)
- Alapító elnökségi tagja, jelenleg elnöke a Magyar Kommunikációtudományi Társaságnak
- Űrhajós Társaság

## Fontosabb magyar nyelven publikált könyvei
- Síklaki István (1980) Elbeszélő szövegekkel kapcsolatos kutatások. Tömegkommunikációs Kutatóintézet
- Szövegemlékezeti kísérletek; Tömegkommunikációs Kutatóintézet, Bp., 1980
- Nyelv, kommunikáció, cselekvés. Bölcsészettudományi karok. Egységes jegyzet, 1-2.; vál., Pléh Csaba, Síklaki István, Terestyéni Tamás; Tankönyvkiadó, Bp., 1988
- Kanyó Zoltán és Síklaki István (szerk.) (1988) Tanulmányok az irodalomtudomány köréből. Tankönyvkiadó, Budapest
- Síklaki István (1994) A meggyőzés pszichológiája. Scientia Humana, Budapest
- Síklaki István (1995) (szerk.) A szóbeli befolyásolás alapjai. Nemzeti Tankönyvkiadó, Budapest; 2., átdolgozott kiadás
- Nyelv – kommunikáció – cselekvés; szerk. Pléh Csaba, Síklaki István, Terestyéni Tamás; Osiris, Bp., 1997 (Osiris tankönyvek)
- Síklaki István–S. Molnár Edit–Virágh Eszterː "Nem lehet nem kommunikálni". A kérdezői munka kommunikációs elemei. Tankönyv az összeírók számára; Központi Statisztikai Hivatal, Bp., 1999
- Síklaki István (szerk.) A szóbeli befolyásolás I-II. Budapest: Typotex, 2008
- Pléh Csaba, Síklaki István, Terestyéni Tamás (1998) (szerk.) Nyelv, kommunikáció, cselekvés. Osiris, Budapest
- Síklaki István (2006) Vélemények mélyén. A fókuszcsoport, a kvalitatív közvélemény-kutatás alapmódszere. Budapest: Kossuth Kiadó
- Szóbeli befolyásolás, 1-2.; szerk. Síklaki István, ford. Síklaki István, Sólyom Barbara; bőv., átdolg. kiad.; Typotex, Bp., 2008 (Társadalmi kommunikáció)
- Síklaki István (2010) Előítélet és tolerancia. Budapest: Akadémiai Kiadó